# Elbow Lake (Minnesota)
Elbow Lake é uma Região censo-designada localizada no estado americano de Minnesota, no Condado de Becker e Condado de Clearwater.

## Demografia
Segundo o censo americano de 2000, a sua população era de 104 habitantes.

## Geografia
De acordo com o United States Census Bureau tem uma área de
3,1 km², dos quais 3,1 km² cobertos por terra e 0,0 km² cobertos por água.

## Localidades na vizinhança
O diagrama seguinte representa as localidades num raio de 32 km ao redor de Elbow Lake.